# Anton van Rooy

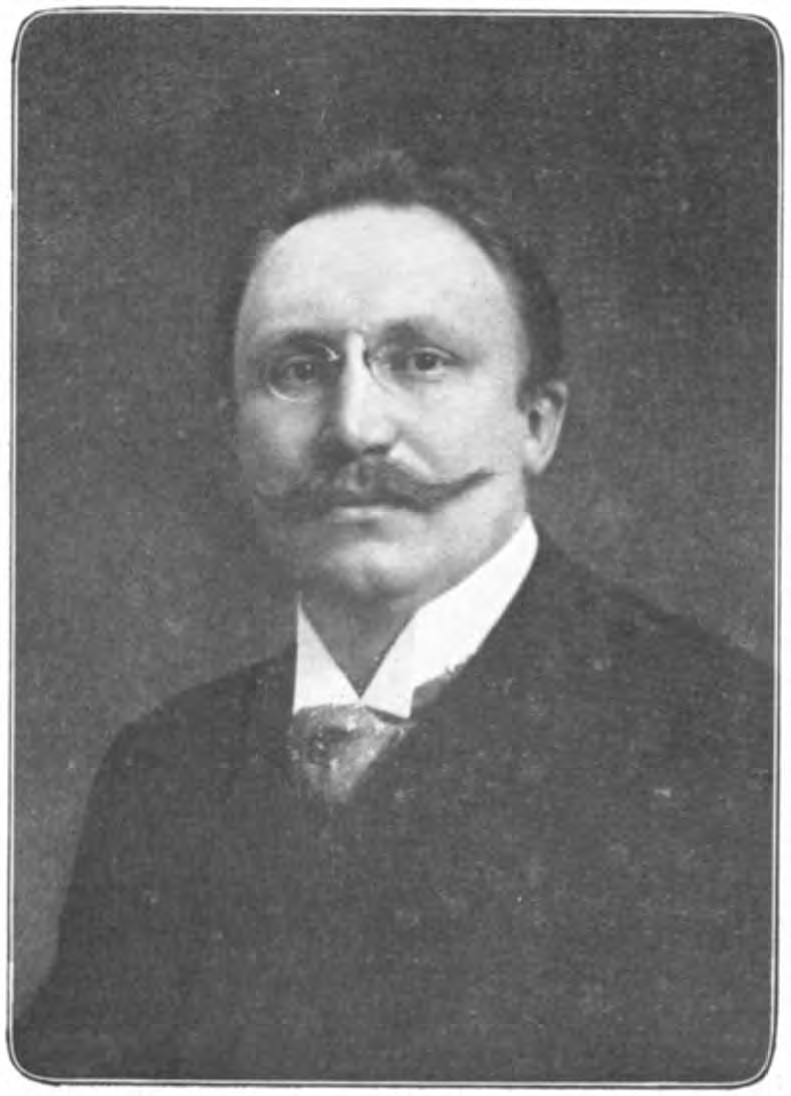
Anton van Rooy

Anton van Rooy, eigentlich Antonius Maria Josephus van Rooy (1. Januar 1870 in Rotterdam – 28. November 1932 in München) war ein niederländischer Konzert- und Opernsänger (Bassbariton), der bei den Bayreuther Festspielen, in Berlin, Paris, London und New York große Erfolge hatte.
Seine Mitwirkung an der US-amerikanischen Erstaufführung des Parsifal zu Weihnachten 1903 führte zum Bruch mit der Bayreuther Festspielleitung unter Cosima Wagner.

## Leben

### Anfänge als Konzertsänger
Anton van Rooy arbeitete zunächst in einem kaufmännischen Beruf. Er studierte Gesang bei Julius Stockhausen in Frankfurt am Main und trat ab 1894 als Konzert- und Oratoriensänger auf.
Rasch entwickelte sich seine Karriere als anerkannter Liedinterpret. Er wurde zu Recitals in zahlreichen Konzertsälen Europas eingeladen. Er war auch in großen Chor-Orchesterwerken zu hören. Beispielsweise übernahm er mehrfach die Titelpartie in Elias von Felix Mendelssohn Bartholdy, etwa 1896 in Berlin. 1897 und 1901 gab er sehr erfolgreiche Konzerte in Paris, 1898 interpretierte er in der St. James’s Hall in London Robert Schumanns Liederzyklus Dichterliebe. Konzertverpflichtungen führten van Rooy auch nach Amsterdam, Brüssel, Frankfurt am Main, Köln, München und weitere Musikzentren.

### Bayreuther Festspiele
Anton van Rooy soll ursprünglich kein Interesse an einer Opernkarriere gezeigt haben. Auf Veranlassung des Dirigenten Felix von Weingartner, später Direktor der Wiener Staatsoper, und von Cosima Wagner, die ihn entweder während eines Konzertes oder im Rahmen eines Vorsingens mit Wotans Abschied gehört haben soll, wurde er zu den Bayreuther Festspielen eingeladen, wo er im Sommer 1897 als Wotan im Bayreuther Ring-Zyklus sein Bühnendebüt gab. Fortan galt er als bester Wagner-Interpret seines Stimmfaches.
1899 trat er in Bayreuth nicht nur als Wotan und Wanderer auf, sondern erstmals auch als Hans Sachs in Die Meistersinger von Nürnberg. 1901 übernahm er als erster Bayreuth-Interpret die Titelpartie im Fliegenden Holländer. 1902 sang er dort erneut Wotan und Wanderer.

### New York, London und Gastspiele
1898 wurde er erstmals an die Berliner Hofoper, nach Amsterdam, London und New York eingeladen.
In Amsterdam debütierte er 1898 als Wanderer in Siegfried. In Amsterdam trat er später als Walküre-Wotan (1899, 1910 und 1912), Hans Sachs (1900, 1909 und 1911), Kurwenal (1908) und Holländer (1909) auf.
An der Königlichen Oper Covent Garden (London) debütierte er 1898 als Wotan in Die Walküre. Bis 1913 kehrte er regelmäßig nach London zurück.
Im Dezember 1898 debütierte Anton van Rooy an der Metropolitan Opera in New York City, als Wotan in Die Walküre. Neun Spielzeiten lang gehörte er bis 1908 dem Ensemble der Met an und sang dort 13 Partien in über 300 Vorstellungen. Seine letzte Vorstellung an der Metropolitan Opera sang Anton van Rooy im April 1908 als Wanderer im Ring-Zyklus.
An der Metropolitan Opera war van Rooy auch an zwei skandalträchtigen Erstaufführungen beteiligt:
- Am 24. Dezember 1903[6][7] wirkte er als Amfortas in der ersten Parsifal-Inszenierung außerhalb Bayreuths mit, die nach deutschem Urheberrecht illegal war[8] und von der Bayreuther Festspielleitung unter Cosima Wagner verboten worden war. Anton van Rooy und alle anderen an dieser Inszenierung Beteiligten – darunter Alois Burgstaller (Titelpartie), Milka Trnina (Kundry), Robert Blass (Gurnemanz) und Otto Goritz (Klingsor) – waren fortan lebenslang von den Bayreuther Festspielen ausgeschlossen, der Dirigent der Aufführung, Alfred Hertz, fand im gesamten Deutschen Reich kein Engagement mehr.[9]
- Am 22. Januar 1907[10] übernahm er die Rolle des Propheten Joachanaan in der Oper Salome von Oscar Wilde und Richard Strauss, an der Seite von Olive Fremstad (in der Titelpartie), Karel Burian (König Herodes), Marion Weed (Herodias) und Andreas Dippel (Narraboth), wiederum dirigiert von Alfred Hertz. Die Aufführung verursachte aufgrund ihres Sujets einen derartigen Skandal, dass die Neuinszenierung umgehend wieder abgesetzt werden musste und das Werk mehr als 25 Jahre an der Met nicht mehr gespielt werden konnte.[11]

Covent Garden und die Metropolitan Opera waren die beiden Opernhäuser, an denen van Rooy die meisten Auftritte hatte und in denen er die volle Bandbreite seines Repertoires zeigen konnte.
Anton van Rooy gastierte außerdem am Théâtre Royal de la Monnaie in Brüssel (ab 1901), am Deutschen Theater Prag (ebenfalls ab 1901), am Stadttheater Zürich (1901 und 1909), am Opernhaus Köln (1901–1910) sowie an den Hoftheatern von Mannheim und Karlsruhe.

### Spätere Jahre
Bereits 1908 zeigten sich erste Verschleißanzeichen seiner Stimme, doch konnte van Rooy seine Laufbahn noch mehr als ein Jahrzehnt lang fortsetzen. Ab 1909 war er mittels Gastvertrag an das Opernhaus der Stadt Frankfurt am Main gebunden, trat jedoch nur selten dort auf. Für die Jahre 1910 bis 1913 sind Verpflichtungen in Amsterdam, Brüssel, Prag, München, Leipzig und London verzeichnet, 1914 gastierte er noch als Hans Sachs und als Walküre-Wotan an der Wiener Hofoper sowie als Hans Sachs in Boston. Der Erste Weltkrieg beschränkte in der Folge seinen Aktionsradius. Als letzten Auftritt verzeichnen Kutsch/Riemens 1919 den Kurwenal in Tristan und Isolde in Amsterdam.
Nach dem Ende seiner Konzert- und Bühnenlaufbahn lebte er in München.

## Repertoire und Stimme
Anton van Rooy galt insbesondere als Wagner-Sänger mit Rollen wie Wotan/Wanderer, Hans Sachs, Kurwenal und Holländer. Er beherrschte jedoch das gesamte Rollenfach des Heldenbaritons, war beispielsweise in New York auch als Don Fernando in Fidelio, als Escamillo in Carmen, als Valentin in Faust und als König Salomon in Karl Goldmarks Oper Die Königin von Saba verpflichtet.
Allgemein gelobt wurde die Kraft seiner hohen Töne, die dunkle Schönheit der Intonation und die Sensibilität der Phrasierung. Er galt als „bester Wagner-Sänger seiner Generation“ und als „unangefochtener Vertreter aller Wagner-Hauptrollen“, besonders als Wotan, Hans Sachs und Holländer. Er war dabei ein typischer Vertreter des Bayreuther Wagner-Gesangsstils, der sich insbesondere durch die Betonung des Sprechgesangs und die weitgehende Aufgabe des Legatoprinzips auszeichnete.
Nach Kutsch/Riemens setzten sein Wotan, sein Hans Sachs und sein Kurwenal „Maßstäbe für eine ganze Generation von Wagnersängern“. Der Kulturwissenschaftler Jens Malte Fischer bezeichnet Anton van Rooy „den berühmtesten Holländer und Wotan der Jahrhundertwende“. Das Oxford Dictionary of Opera charakterisierte ihn in seiner zweiten Auflage als „besten Sachs, Kurwenal und Wotan des ersten Jahrzehnts“ des 20. Jahrhunderts.

## Tondokumente
Zwischen 1898 und 1908 entstanden in London und New York eine Reihe von Aufzeichnungen, darunter Live-Mitschnitte von der Met, enthalten in der Sammlung Mapleson Cylinders. Es sind erhalten:
- das Auftrittslied des Escamillo aus Carmen,
- ein Ausschnitt (Nur eine Hoffnung soll mir bleiben) aus Der fliegende Holländer,
- „Blick’ ich umher in diesem edlen Kreise“, Arie des Wolfram von Eschenbach aus Tannhäuser und der Sängerkrieg auf Wartburg,
- „Dank, König, Dir“ (Eingangsszene des Telramund) aus Lohengrin,
- das Schusterlied des Sachs (Jerum! Jerum! Halla Hallo He!) aus Die Meistersinger von Nürnberg sowie
- zwei Szenen Wotans – „Abendlich strahlt der Sonne Auge“ aus Das Rheingold und „Leb’ wohl, du kühnes, herrliches Kind!“ aus Die Walküre.

Einige Tondokumente von Liedern sind ebenfalls erhalten – darunter Das Mühlrad von Johann Ludwig Uhland und Conradin Kreutzer, op. 72 des Komponisten, gesungen in Deutsch und aufgezeichnet am 20. Juni 1902 in London, Die beiden Grenadiere von Heinrich Heine und Robert Schumann, Op. 49 No. 1 des Komponisten, sowie Lieder von Fauré, Rubinstein (Der Asra, Text: H. Heine) und Schubert.